# Сива сриједа
Сива сриједа је трећи соло албум репера Сивила и први самиздат албум. Песме су, као и претходни албум Љето када су ме крунисали, у виду синглова електронски објављиване сваке среде, од 6. јануара до 31. августа 2021.
На албуму се налазе рекордних 26. песама, а израђен је уз помоћ фанова Сивиловог рада без потпоре икакве издавачке куће. Сивило је увео иновацију у којој су слушаоци бирали називе песама јер их је у почетку објављивао без имена, а слушаоци су у коментарима на Јутјубу давали предлоге. Предлог који је имао највише лајкова у року од седам дана био би прихваћен.
Од постаних репера на албуму гостују Кенди и Брут (уз семпл Ајс Нигрутина у песми „О, Боже!”), као и остали мање афирмисани извођачи као Нобел, Милица Вујадиновић, Грзи и Рендом. У песми „Скривено мјесто” рефрен изводи његова сестра Неда Кркељић, коју је често спомињао у ранијим песмама.
За песме „Маг” и „Све ће бити океј” избачен је спот. Спот за другу песму објављен је на Међународни дан душевног здравља уз велику пажњу јавности. Дан касније покренута је кампања о душевном здрављу коју су спровели подгорички уметник Мишо Јоксић и Сивило.

Албум је постигао најскроминији комерцијални успех од свих Сивилових. Међутим, његова изведба је хваљена од стране критике. Црногорски портал ЦДМ је написао:
„Новим албумом Сивило смјело преиспитује себе и своје окружење, приказује се још отворенијим и храбријим. Депресија, суицидне мисли и ментално здравље, токсична мушкост, политичка ангажованост и друштвено важна питања, турбо фолк реп, зрео поглед на љубав, све су то теме којима Сивило залази у сфере у које многи други репери нису уопште или довољно. Албум је својеврсни ролеркостер емоција, судар сирове енергије и страсти са једне и рањивости с друге стране; све оно што Сивило иначе јесте, али овога пута зрелији, оштрији и интимнији.”

## Списак песама
| №   | Назив                               | Трајање |  |
| 1.  | Последњи бастион                    | 2:34    |  |
| 2.  | Никад дуплитак                      | 2:44    |  |
| 3.  | Знам да те плаши                    | 4:12    |  |
| 4.  | ЦГ у БГ                             | 3:18    |  |
| 5.  | Бирај пут                           | 2:17    |  |
| 6.  | Образ окиђен’                       | 3:08    |  |
| 7.  | Неће ти бит’ Мило                   | 3:48    |  |
| 8.  | 50 нијанси сивог                    | 3:45    |  |
| 9.  | Ја и моји                           | 3:19    |  |
| 10. | Ђавољи новац ( Нобел)               | 4:00    |  |
| 11. | МВП                                 | 3:12    |  |
| 12. |                                     | 2:47    |  |
| 13. | Све ће бити                         | 5:09    |  |
| 14. |                                     | 2:38    |  |
| 15. | Бандит ( Ице)                       | 2:52    |  |
| 16. | Шта је љубав? ( Милица Вујадиновић) | 3:02    |  |
| 17. | Маг ( Кенди)                        | 2:45    |  |
| 18. | Скривено мјесто                     | 3:43    |  |
| 19. | О, Боже! ( Грзи)                    | 3:31    |  |
| 20. |                                     | 3:09    |  |
| 21. | Пут до славе                        | 3:26    |  |
| 22. | Монструм                            | 2:22    |  |
| 23. | Легла плата ( Рендом)               | 4:48    |  |
| 24. | Сигурна зона                        |         |  |
| 25. | Фамилијо ( Брут)                    | 3:24    |  |
| 26. | Сива сриједа фристајл               | 4:51    |  |